# Tourbillon de Naruto
Pour les articles homonymes, voir Naruto (homonymie).
 (août 2025).
Si vous disposez d'ouvrages ou d'articles de référence ou si vous connaissez des sites web de qualité traitant du thème abordé ici, merci de compléter l'article en donnant les références utiles à sa vérifiabilité et en les liant à la section « Notes et références ».

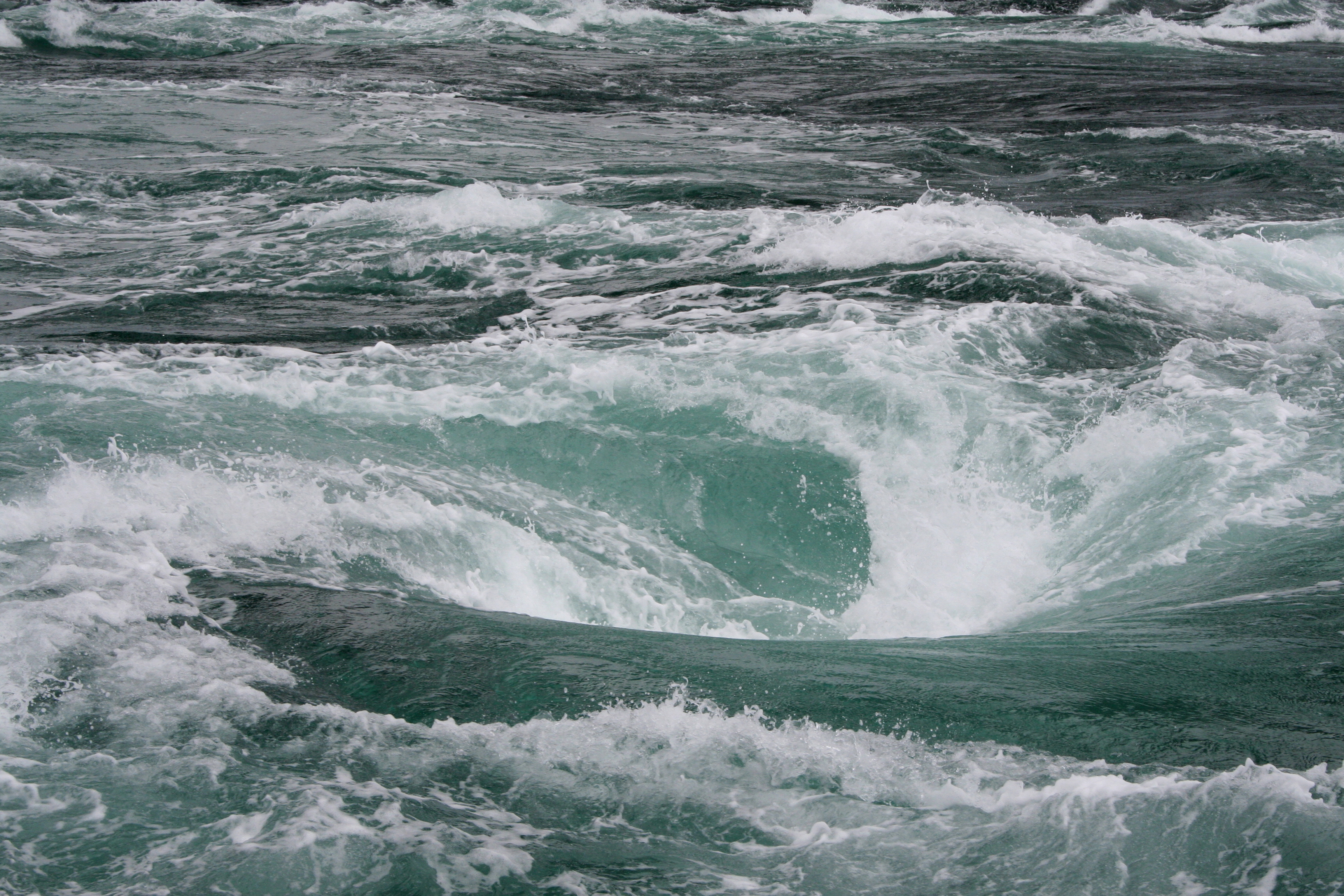
Tourbillon vu depuis un bateau d'excursion.

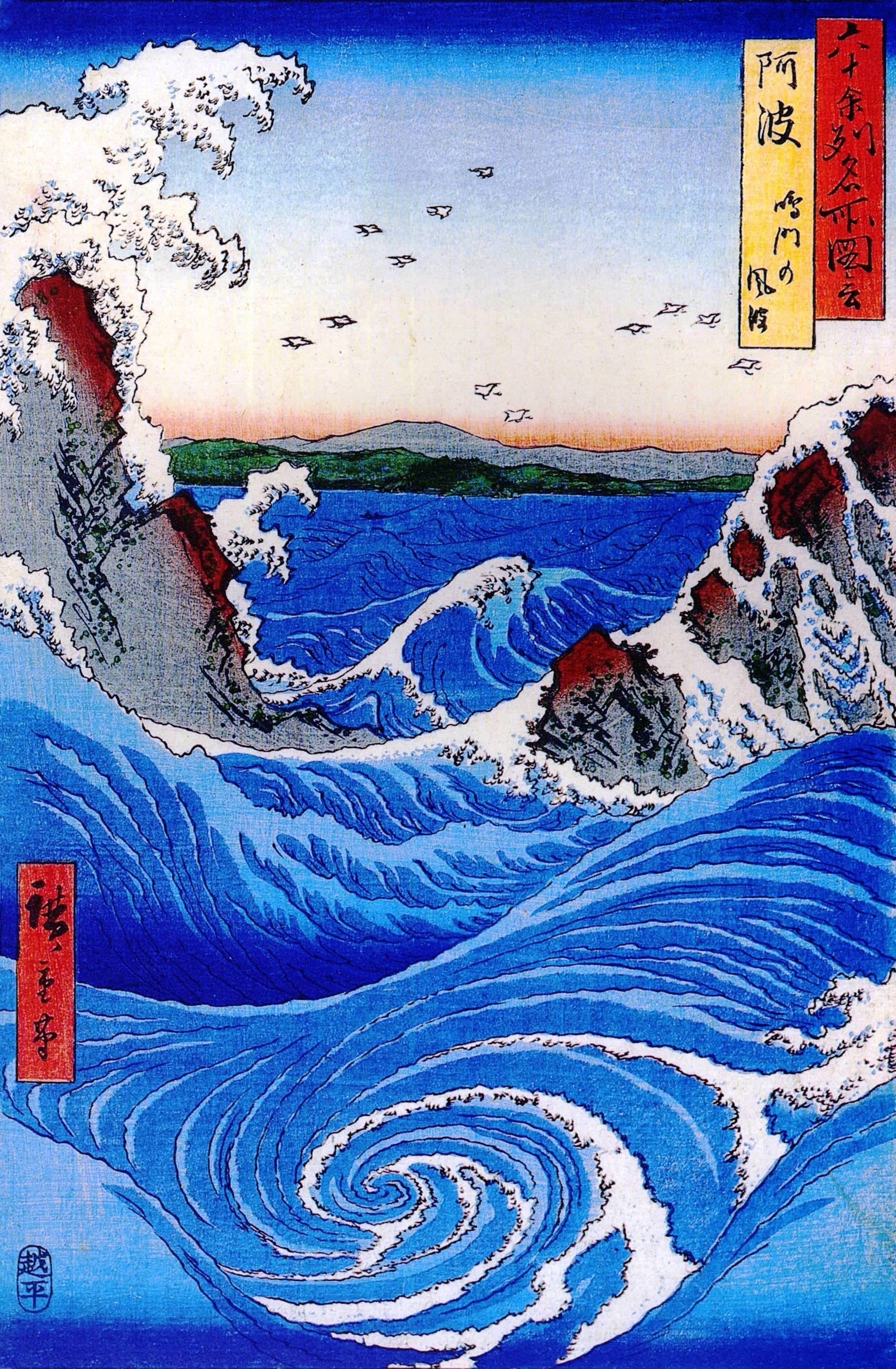
Ukiyo-e de Hiroshige montrant le tourbillon.

Le tourbillon de Naruto (鳴門の渦潮, Naruto no uzushio) est un phénomène causé par l'interaction des marées dans le détroit de Naruto entre la préfecture de Tokushima (sur l'île de Shikoku) et l'île d'Awaji (préfecture de Hyōgo) au Japon. Les marées interagissant sont celles de l'océan Pacifique et de la mer intérieure de Seto,. 
Peu connu dans le monde, ce phénomène est une véritable attraction en Asie[réf. nécessaire].
Le tourbillon de Naruto a une profondeur allant jusqu'à 1,70 m et un diamètre de près de 20 mètres lors des grandes marées. L'eau y circule à plus de 20 km/h. On ne peut retrouver une vitesse similaire que dans deux autres endroits au monde : Moskstraumen en Norvège et le tourbillon d'Old Sow (en), au Canada.
Il peut être observé deux fois par jour. Le lieu d'observation habituel est le pont Ōnaruto d'où l'on domine la mer de 41 mètres.
Par analogie, le narutomaki est le nom d'un ingrédient comportant un motif en forme de tourbillon, que l'on trouve dans les ramen. Il a inspiré le nom du personnage de manga Naruto Uzumaki[réf. souhaitée].